# Ядвіга Санґушківна
Ядвіга Климентина із Санґушків Сапіга (пол. Jadwiga Klementyna z Sanguszków Sapieżyna; 28 жовтня 1830, Краків — 13 червня 1918, там само) — княгиня, дочка Владислава Ієроніма Санґушка (1803—1870) і Ізабели Марії Любомирської.
22 квітня 1852 року стала дружиною князя Адама Станіслава Сапегу (1828—1903), з яким мала синів: Владислава Леона, Леона Павла, Павла Яна (1870—1934), Адама Стефана, та дочок: Марію Ядвігу (1855—1929), дружину Станіслава Жолтовського (1849—1908) і Гелену Марію (1857—1947), дружину Едварда Адама Стадницького (1856—1885).